# Nigella glandulifera
Nigella glandulifera là một loài thực vật có hoa trong họ Mao lương. Loài này được Freyn & Sint. mô tả khoa học đầu tiên năm 1903.